# Pello Olaberria
Pello Olaberria Arruabarrena, né le 28 septembre 1994 à Mutiloa, est un coureur cycliste et directeur sportif espagnol.

## Biographie
En 2010, Pello Olaberria termine deuxième du championnat d'Espagne de cyclo-cross cadets (moins de 17 ans).
Il devient coureur professionnel en 2016, au sein de l'équipe continentale Euskadi Basque Country-Murias. En début d'année 2017, il remporte le classement des metas volantes au Trofeo Playa de Palma, épreuve du Challenge de Majorque.
À l'issue de la saison 2017, il n'est pas conservé par Euskadi Basque Country-Murias et met fin à sa carrière. Il est engagé comme directeur sportif par l'équipe Polartec-Kometa, nouvelle équipe continentale de la Fundación Alberto Contador.

## Palmarès et résultats

### Palmarès par année
- 2010
  - 2e du championnat d'Espagne de cyclo-cross cadets
  - 3e du championnat d'Espagne de vitesse cadets
- 2013
  - 3e de l'Andra Mari Sari Nagusia

### Classements mondiaux
| Année           | 2016   |
| --------------- | ------ |
| UCI Europe Tour | 1 704e |